# 伯布拉赫
伯布拉赫是德国巴伐利亚州的一个市镇。总面积27.56平方公里，总人口1619人，其中男性828人，女性791人（2011年12月31日），人口密度59人/平方公里。